# Roderick MacKinnon
Roderick MacKinnon (Burlington, EUA, 1956) és un bioquímic i professor universitari nord-americà guardonat l'any 2003 amb el Premi Nobel de Química.

## Biografia
Va néixer el 19 de febrer de 1956 a la ciutat de Burlington, població situada a l'estat nord-americà de Massachusetts. Va estudiar bioquímica a la Universitat de Brandeis, on es graduà l'any 1978, i posteriorment amplià els seus estudis en medicina a la Universitat Tufts.
Actualment és professor de Neurobiologia Molecular i Biofísica a la Universitat Rockefeller així com investigador de l'Institut Mèdic Howard Hughes.

## Recerca científica
Inicià la seva recerca al voltant de les toxines en l'estructura en canal del potassi. Durant la dècada del 1990 l'arquitectura molecular detallada dels canals i dels mitjans exactes pels quals transporten els ions seguien sent especulatius. L'any 1998, però, tot i les traves científiques a l'estudi estructural de les proteïnes integrals de la membrana cel·lular que havien frustrat la majoria de les temptatives, MacKinnon i els seus col·legues de la Universitat Cornell van aconseguir obrir l'arquitectura d'un canal de potassi des d'un bacteri gràcies a la cristal·lografia de raigs X.
L'any 2003 fou guardonat amb el Premi Nobel de Química juntament amb Peter Agre. Ambdós científics foren guardonats pels descobriments referents als canals en membranes cel·lulars, si bé MacKinnon pels estudis estructurals i mecànics dels canals iónics i Agre ho fou especialment pel descobriment del mètode del "canal d'aigua".